# Herzog von Terceira

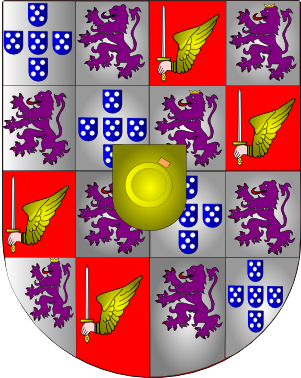
Wappen der Herzöge von Terceira

Herzog von Terceira (portugiesisch Duque da Terceira) ist ein seit 1832 bestehender portugiesischer erblicher Adelstitel. Er wurde António José de Sousa Manoel de Menezes Severim de Noronha und seinen Nachkommen am 8. November 1832 von Königin Maria II. verliehen.
Der erste Herzog von Terceira war viermal (1836, 1842 bis 1846, kurzzeitig 1851 und 1859–1860) Ministerpräsident von Portugal. Zudem war er ein Nachfahre des Heerführers Sancho Manoel de Vilhena, 1. Graf von Vila Flor (1610–1677), Marschall der portugiesischen Armee im Restaurationskrieg.
Der Titel ging später über auf Maria Luísa da Conceição de Almeida Manuel de Vilhena, 10. Gräfin von Vila Flor (1926–1998) und danach auf Lourenço da Bandeira Manuel de Vilhena de Freitas (* 1973).